# Yoo Jae-suk
Yoo Jae-suk (tiếng Hàn: 유재석, sinh ngày 14 tháng 8 năm 1972) là nghệ sĩ hài và người dẫn chương trình người Hàn Quốc. Yoo Jae-suk được mệnh danh là "MC Quốc Dân", và còn được biết đến với biệt danh "Châu chấu Jae-suk" do khi ra mắt làm MC trong một chương trình dành cho thiếu nhi thường xuyên đội một cái đầu Châu chấu, nên được gọi là "MC Châu chấu". Ông đã được khẳng định là một trong những diễn viên hài hàng đầu của Hàn Quốc và là diễn viên truyền hình nổi tiếng.

## Tiểu sử
Yoo Jae-suk sinh ngày 14 tháng 8 năm 1972 tại Hàn Quốc, là anh cả của gia đình có 3 anh em (có hai em gái). Ông đã theo học tại Học viện nghệ thuật Seoul, tuy nhiên ông không tốt nghiệp được do lịch trình làm việc quá dày đặc.

## Sự nghiệp

### Bắt đầu nổi tiếng
Lần ra mắt đầu tiên trên truyền hình của Yoo Jae-suk là trên KBS Comedian Festival (dành cho sinh viên đại học) vào năm 1991, nơi ông đã thực hiện một đoạn phim quảng cáo nhại lại với Choi Seung-gyung. Việc ông nhảy cover bài hát "Step by Step" của New Kids on the Block là một khoảnh khắc đáng nhớ ban đầu khác. Năm 2002, sau chín năm là một diễn viên hài tương đối ít tên tuổi, nhờ sự giới thiệu của Choi Jin-sil, ông đã tổ chức chương trình Live and Enjoy Together. Sau đó, ông trở nên nổi tiếng khi đồng dẫn chương trình có tên The Crash of MCs với Kang Ho-dong, Lee Hwi-jae và Kim Han-seok.
Giải Grand Prize đầu tiên của ông là cho chương trình trò chuyện Happy Together Friends.

## Đời tư
Gia đình của Jae-suk gồm người vợ là phát thanh viên xinh đẹp Na Kyung-eun, một người con trai tên là Yoo Ji-ho (1/5/2010) và một người con gái tên là Yoo Na-eun chào đời tháng 10 năm 2018.

## Những chương trình đã tham gia

### Phim truyền hình
2000–01 KBS Great Friends
2008 MBC Yi San – cameo
2009 MBC Queen of Housewives – interviewee/new employee of Queens Food – cameo
2015–16 MBC My daughter Geum Sa Wol – cameo

### Phim điện ảnh
1994 Tyranno's Toenail
2008 Bee Movie (Korean dubbing as Barry B. Benson)
2009 White Tuft, The Little Beaver (Korean dubbing as narrator & Owl)
2016 Infinite Company: Employees In Crisis (Infinite Challenge Project Special | Công Ty Muhan: Khủng Hoảng Trong Nhân Viên)*ep496

### Đóng MV
2004 Shinnago (신나고) – "Cause' You're Pretty" (이쁘니까)
2005 Kang Ho-dong's carol album Oh Happy Day – "Look Out the Window"
2009 Future Liger (project group w/ Tiger JK, Tasha) – "Let's Dance"
2012 Sagging Snail (처진 달팽이) - "Room Nallari" (방구석 날라리)
2012 Psy - "Gangnam Style" (강남스타일)
2013 Psy - "Gentleman"
2015 JinuSean - "Tell Me One More Time"
2016 EXO - "Dancing King"
2020 Ssak3 - "Beach Again"

### Chương trình tạp kĩ hay nhất
MBC: Infinity Challenge (2005.04.23 đến 2018.03.31)
KBS2: Happy Together Season 3 (2007.06.28 đến nay)
SBS: Good Sunday – Running Man (2010.07.11 đến nay)
SBS: Same Bed, Different Dreams (2015.03.31 ~ 2016.07.18)
JTBC: Two Yoo Project Sugar Man (2015.10.20 ~ 2016.07.12)
KBS2: I am a Man (2014.08.08 ~ 2014.19.12)
MBC: Yoo Jae-suk & Kim Won-hee's Come to Play (2004-2012)
SBS: Good Sunday – Family Outing (2008.6.15 ~ 2010.2.14)
SBS: Good Sunday – Miracle Contestant (2007.11.11 ~ 2008.2.3)
SBS: Good Sunday – Old TV (2007.6.17 ~ 2007.11.04)
SBS: Good Sunday – Haja Go! (Let's Do It!) (2007.4.15 ~ 2007.6.10)
SBS: Yoo Jae-suk's Truth Game (2005 ~ 2007)
SBS: Real Situation Saturday/Good Sunday – X-Man (2003.11.8 ~ 2006.10.29)
KBS2: Happy Together Friends (2005.5.5 ~ 2007.6.21)
SBS: Good Sunday – New X-Man (2006.11.5 ~ 2007.4.8)
KBS2: Happy Together – Tray Singing Room (Karaoke) (2004 ~ 2005)
KBS: Dangerous Invitation (2003)
MBC:! Exclamation Mark – Read a Book! Book! Book!
KBS2: Super TV Enjoy Sunday – Host Big Match
MBC: Achievable Saturday – Star Survival Donggeodongrak (Live and Fun Together) (2000–2001)
Netflix: Busted (2018)
tvN: You Quiz On The Block (2018.08.16 đến nay)
MBC: Hang Out With Yoo (ngày 27 tháng 7 năm 2019 – Hiện tại)
tvN: Sixth Sense 1 (3.9 – 29.10.2020)
tvN: Sixth Sense 2 (25.6 – 6.9.2021)

### Khách mời trên radio
2000: FM Date (KBS), FM Plus, Starry Night (MBC)
2005: Wishlist Songs Playing at Noon (cùng Kang Ho Dong), Defeat the Boredom (MBC), Ten Ten Club (cùng HaHa), All Thanks to You (SBS)
2006: Wishlist Songs Playing at Noon (cùng Kang Ho-Dong), Fun Fun Radio (MBC), Our Belated Youthful Days (SBS)
2007: Fun Fun Radio, A Date at 2 pm (MBC)
2008: Park Kyung-Rim's Starry Night (MBC)
2009: Song Eun-Eee, Shin Bong-Suns' Dong Go Dong Rak (SBS)

## Sự nghiệp âm nhạc

### EP hợp tác
| Album                                      | Thời gian phát hành | Ca khúc thể hiện                             | Nghệ sĩ hợp tác                                                                          | Tham khảo |
| ------------------------------------------ | ------------------- | -------------------------------------------- | ---------------------------------------------------------------------------------------- | --------- |
| Running Man Fan Meeting: Project Running 9 | 22 tháng 9 năm 2019 | "Confession of Your Love" (이제 나와라 고백) | Jeon So-min, Soran (hay Jeon Soran và Yoo Jae-suk)                                       | [ 5 ]     |
| Running Man Fan Meeting: Project Running 9 | 22 tháng 9 năm 2019 | "I Like It" (좋아)                           | Jee Seok-jin, Kim Jong-kook, Haha, Song Ji-hyo, Lee Kwang-soo, Yang Se-chan, Jeon So-min | [ 5 ]     |

## Giải thưởng và đề cử
| Năm  | Giải thưởng                                                            | Hạng mục                                                       | (Những) Người / Tác phẩm được đề cử                | Kết quả   | Tham khảo            |
| ---- | ---------------------------------------------------------------------- | -------------------------------------------------------------- | -------------------------------------------------- | --------- | -------------------- |
| 1991 | Inaugural KBS College Student Gag Competition                          | Honorable Award                                                |                                                    | Đoạt giải |                      |
| 2000 | MBC Drama Awards                                                       | Special Award in Television MC                                 |                                                    | Đoạt giải |                      |
| 2000 | Korea Popular Entertainer Awards                                       | Popular Comedian                                               |                                                    | Đoạt giải |                      |
| 2002 | KBS                                                                    | Best Television Presenter                                      |                                                    | Đoạt giải |                      |
| 2003 | 2nd KBS Entertainment Awards                                           | Top Excellence Award in Television MC                          |                                                    | Đoạt giải |                      |
| 2003 | Giải thưởng Giải trí MBC lần thứ 3 (3rd MBC Entertainment Awards)      | Top Excellence Award in Show/Variety                           |                                                    | Đoạt giải |                      |
| 2004 | SBS Drama Awards                                                       | Special Award in Television MC                                 |                                                    | Đoạt giải |                      |
| 2005 | 4th KBS Entertainment Awards                                           | Giải thưởng lớn (Daesang)                                      |                                                    | Đoạt giải |                      |
| 2006 | 18th Korean Broadcasting Producer Awards                               | Best Television MC                                             |                                                    | Đoạt giải |                      |
| 2006 | Giải thưởng nghệ thuật Baeksang lần thứ 42 (42nd Baeksang Arts Awards) | Nam nghệ sĩ giải trí xuất sắc nhất                             | Yoo Jae-suk                                        | Đoạt giải |                      |
| 2006 | Blue Media                                                             | Speech Award                                                   |                                                    | Đoạt giải |                      |
| 2006 | Giải thưởng Giải trí MBC lần thứ 6 (6th MBC Entertainment Awards)      | Giải thưởng lớn (Daesang)                                      |                                                    | Đoạt giải |                      |
| 2007 | Giải thưởng Giải trí MBC lần thứ 7 (7th MBC Entertainment Awards)      | Giải thưởng lớn (Daesang)                                      | Yoo Jae-suk (với các thành viên Thử thách cực đại) | Đoạt giải |                      |
| 2007 | Mobile Entertainment Awards                                            | Best Television MC                                             |                                                    | Đoạt giải |                      |
| 2008 | Giải thưởng nghệ thuật Baeksang lần thứ 44 (44th Baeksang Arts Awards) | Nam nghệ sĩ giải trí xuất sắc nhất                             | Yoo Jae-suk                                        | Đề cử     |                      |
| 2008 | 2nd Mnet 20's Choice Awards                                            | Hot Variety Star                                               |                                                    | Đoạt giải |                      |
| 2008 | Giải thưởng Giải trí SBS lần thứ 2 (2nd SBS Entertainment Awards)      | Giải thưởng lớn (Daesang)                                      | Family Outing                                      | Đoạt giải |                      |
| 2008 | 1st Nickelodeon Korea Kids' Choice Awards                              | Favorite Comedian                                              |                                                    | Đoạt giải |                      |
| 2009 | 21st Korean Broadcasting Producer Awards                               | Best Television MC                                             |                                                    | Đoạt giải |                      |
| 2009 | Giải thưởng Giải trí MBC lần thứ 9 (7th MBC Entertainment Awards)      | Giải thưởng lớn (Daesang)                                      | Yoo Jae-suk (với các thành viên Thử thách cực đại) | Đoạt giải |                      |
| 2009 | Giải thưởng Giải trí MBC lần thứ 9 (7th MBC Entertainment Awards)      | PD Award                                                       |                                                    | Đoạt giải |                      |
| 2009 | Giải thưởng Giải trí SBS lần thứ 3 (3rd SBS Entertainment Awards)      | Giải thưởng lớn (Daesang) (with Lee Hyori)                     | Family Outing                                      | Đoạt giải | [ 6 ]                |
| 2009 | Giải thưởng Giải trí SBS lần thứ 3 (3rd SBS Entertainment Awards)      | Best Teamwork Award (for Family Outing)                        |                                                    | Đoạt giải |                      |
| 2009 | 2nd Nickelodeon Korea Kids' Choice Awards                              | Favorite Comedian                                              |                                                    | Đoạt giải |                      |
| 2010 | 9th KBS Entertainment Awards                                           | Best Teamwork Award (for Happy Together 3)                     |                                                    | Đoạt giải |                      |
| 2010 | Giải thưởng Giải trí MBC lần thứ 10 (10th MBC Entertainment Awards)    | Giải thưởng lớn (Daesang)                                      |                                                    | Đoạt giải |                      |
| 2010 | Giải thưởng Giải trí SBS lần thứ 4 (4th SBS Entertainment Awards)      | Best 10 Entertainers                                           | Yoo Jae-suk                                        | Đoạt giải | [ 7 ]                |
| 2010 | 3rd Nickelodeon Korea Kids' Choice Awards                              | Favorite Comedian                                              |                                                    | Đoạt giải |                      |
| 2011 | 11th MBC Entertainment Awards                                          | Top Excellence Award in Show/Variety                           |                                                    | Đoạt giải |                      |
| 2011 | Giải thưởng Giải trí SBS lần thứ 5 (5th SBS Entertainment Awards)      | Giải thưởng lớn (Daesang)                                      | Yoo Jae-suk                                        | Đoạt giải | [ 8 ]                |
| 2011 | 4th Nickelodeon Korea Kids' Choice Awards                              | Favorite Comedian                                              |                                                    | Đoạt giải |                      |
| 2011 | 53rd National Rowing Championships 2000m Novice                        | Eight Special Award (with Infinite Challenge members)          |                                                    | Đoạt giải |                      |
| 2012 | Giải thưởng Giải trí MBC lần thứ 12 (12th MBC Entertainment Awards)    | PD Award                                                       |                                                    | Đoạt giải | [ 9 ]                |
| 2012 | Giải thưởng Giải trí SBS lần thứ 6 (6th SBS Entertainment Awards)      | Giải thưởng lớn (Daesang)                                      | Yoo Jae-suk                                        | Đoạt giải | [ 10 ]               |
| 2012 | Giải thưởng Giải trí SBS lần thứ 6 (6th SBS Entertainment Awards)      | Viewers' Favorite TV Personality                               |                                                    | Đoạt giải | [ 10 ]               |
| 2012 | 3rd Korean Popular Culture and Arts Award                              | Prime Minister Award                                           |                                                    | Đoạt giải |                      |
| 2012 | 5th Nickelodeon Korea Kids' Choice Awards                              | Favorite Comedian                                              |                                                    | Đoạt giải |                      |
| 2013 | Giải thưởng nghệ thuật Baeksang lần thứ 49 (49th Baeksang Arts Awards) | Nam nghệ sĩ giải trí xuất sắc nhất                             | Yoo Jae-suk                                        | Đề cử     |                      |
| 2013 | Giải thưởng nghệ thuật Baeksang lần thứ 49 (49th Baeksang Arts Awards) | Giải thưởng lớn (Daesang) (Hạng mục truyền hình)               | Yoo Jae-suk                                        | Đoạt giải |                      |
| 2013 | 6th Nickelodeon Korea Kids' Choice Awards                              | Favorite Comedian                                              |                                                    | Đoạt giải |                      |
| 2013 | 12th KBS Entertainment Awards                                          | Eating Broadcast Award (for Happy Together 3)                  |                                                    | Đoạt giải |                      |
| 2013 | Giải thưởng Giải trí SBS lần thứ 7 (7th SBS Entertainment Awards)      | Viewer's Choice Most Popular Entertainer Award                 | Yoo Jae-suk                                        | Đoạt giải | [ 11 ]               |
| 2013 | Giải thưởng Giải trí SBS lần thứ 7 (7th SBS Entertainment Awards)      | Viewer's Most Popular Award (with Running Man members)         | Running Man                                        | Đoạt giải | [ 11 ]               |
| 2013 | Giải thưởng Giải trí SBS lần thứ 7 (7th SBS Entertainment Awards)      | Giải thưởng lớn (Daesang)                                      | Yoo Jae-suk                                        | Đề cử     | [ 11 ]               |
| 2014 | 13th KBS Entertainment Awards                                          | Giải thưởng lớn (Daesang)                                      |                                                    | Đoạt giải |                      |
| 2014 | Giải thưởng Giải trí MBC lần thứ 14 (14th MBC Entertainment Awards)    | Giải thưởng lớn (Daesang)                                      |                                                    | Đoạt giải |                      |
| 2014 | Giải thưởng Giải trí SBS lần thứ 8 (8th SBS Entertainment Awards)      | Nghệ sĩ giải trí được yêu thích nhất do người xem bình chọn    | Yoo Jae-suk                                        | Đoạt giải | [ 12 ]               |
| 2014 | Giải thưởng Giải trí SBS lần thứ 8 (8th SBS Entertainment Awards)      | Giải thưởng lớn (Daesang)                                      | Running Man                                        | Đề cử     | [ 12 ]               |
| 2015 | Giải thưởng Giải trí MBC lần thứ 15 (15th MBC Entertainment Awards)    | Achievement Award (with Infinite Challenge members)            |                                                    | Đoạt giải |                      |
| 2015 | Giải thưởng Giải trí SBS lần thứ 9 (9th SBS Entertainment Awards)      | Giải thưởng lớn (Daesang)                                      | Yoo Jae-suk (với Kim Byung-man)                    | Đoạt giải | [ 13 ]               |
| 2016 | 15th KBS Entertainment Awards                                          | Best Teamwork Award (for Happy Together 3)                     |                                                    | Đoạt giải |                      |
| 2016 | Giải thưởng Giải trí MBC lần thứ 16 (16th MBC Entertainment Awards)    | Giải thưởng lớn (Daesang)                                      |                                                    | Đoạt giải |                      |
| 2016 | Giải thưởng Giải trí SBS lần thứ 10 (10th SBS Entertainment Awards)    | Giải thưởng lớn (Daesang)                                      | Yoo Jae-suk                                        | Đề cử     | [ 14 ] [ 15 ]        |
| 2016 | InStyle Korea                                                          | Entertainer Star Icon (Male category)                          |                                                    | Đoạt giải |                      |
| 2017 | Giải thưởng Giải trí SBS lần thứ 11 (11th SBS Entertainment Awards)    | Giải thưởng Ngôi sao toàn cầu (với các thành viên Running Man) | Running Man                                        | Đoạt giải | [ 16 ] [ 17 ] [ 18 ] |
| 2018 | 9th Korean Popular Culture and Arts Awards                             | Presidential Commendation                                      |                                                    | Đoạt giải |                      |
| 2019 | Giải thưởng Giải trí SBS lần thứ 13 (13th SBS Entertainment Awards)    | Giải thưởng lớn (Daesang)                                      | Yoo Jae-suk                                        | Đoạt giải | [ 19 ]               |
| 2019 | Giải thưởng Giải trí MBC lần thứ 19 (19th MBC Entertainment Awards)    | Rookie Award (Male) (as Yoo San-seul)                          |                                                    | Đoạt giải |                      |
| 2019 | Giải thưởng Giải trí MBC lần thứ 19 (19th MBC Entertainment Awards)    | Entertainer Of The Year                                        |                                                    | Đoạt giải |                      |
| 2020 | Giải thưởng nghệ thuật Baeksang lần thứ 56 (56th Baeksang Arts Awards) | Nam nghệ sĩ giải trí xuất sắc nhất                             | Hangout with Yoo                                   | Đoạt giải |                      |
| 2020 | Giải thưởng Giải trí SBS lần thứ 14 (14th SBS Entertainment Awards)    | Giải Nội dung Vàng (với các thành viên Running Man)            | Running Man                                        | Đoạt giải | [ 20 ]               |
| 2020 | Giải thưởng Giải trí SBS lần thứ 14 (14th SBS Entertainment Awards)    | Giải thưởng lớn (Daesang)                                      | Yoo Jae-suk                                        | Đề cử     |                      |
| 2021 | Giải thưởng nghệ thuật Baeksang lần thứ 57 (57th Baeksang Arts Awards) | Nam nghệ sĩ giải trí xuất sắc nhất                             | Hangout with Yoo và Sixth Sense                    | Đề cử     |                      |
| 2021 | Giải thưởng nghệ thuật Baeksang lần thứ 57 (57th Baeksang Arts Awards) | Giải thưởng lớn (Daesang) (Hạng mục truyền hình)               | Hangout with Yoo và Sixth Sense                    | Đoạt giải |                      |